# Iglesia de Nuestra Señora de Lapa de los Mercaderes
La iglesia de Nuestra Señora de la Lapa de los Mercaderes (en portugués, Igreja de Nossa Senhora da Lapa dos Mercadores) es un templo católico de Río de Janeiro, en Brasil. Se localiza en el barrio Centro, en la calle del Ouvidor, entre las calles del Mercado y 1º de Marzo.

## Historia
El primer templo se remonta a un pequeño oratorio construido en 1743 por comerciantes y habitantes del área, en la esquina de una casa en el tramo frente a la calle de la Cruz (atrás de la actual iglesia de Santa Cruz de los Militares), bajo la invocación de Nuestra Señora de la Lapa de los Mercaderes. El 20 de junio de 1747, esos comerciantes se reunieron y constituyeron una hermandad para la construcción de un templo bajo la invocación de Nuestra Señora de Lapa.
El decreto para su edificación se expidió el 4 de noviembre del mismo año. Un mes más tarde se construyeron las fundaciones del templo. Las obras progresaron rápidamente, de modo que el 6 de agosto de 1750, la parte del templo lista para el culto fue consagrada. De 1753 a 1755, los trabajos prosiguieron hasta a su conclusión. La decoración interna quedó lista en 1766. En la segunda mitad del siglo XIX, entre 1869 y 1879, el templo sufrió extensas obras de remodelación. 
El 25 de septiembre de 1893, durante la Segunda Revuelta de la Armada, un tiro del acorazado Aquidabã alcanzó la torre y derrumbó la estatua alusiva a la Religión. Esta cayó 25 metros de altura. Como no quedó destrozada, se habló de un milagro. Tanto la estatua cuanto el proyectil están expuestas en la sacristía. En la torre, más tarde, fue instalado el primero carillón de la ciudad, anterior al de la iglesia de San José.

## Características
Es de pequeñas dimensiones y presenta planta elíptica. Con la remodelación del siglo XIX, el nártex adquirió una galilé de tres arcos con rejas de hierro, y de construyó la torre campanario en el centro. En la misma ocasión, el ábside fue ampliado. Durante esa intervención fue encontrado enterrado, atrás de la iglesia, un gran medallón circular en lioz, representando la coronación de la Virgen.
Se cree que originalmente estaba destinado a la Iglesia de la Orden Tercera de San Francisco de la Penitencia, propietaria del terreno y que, por razones desconocidas, no fue aprovechado. 
La obra fue recuperada y fijada en la fachada principal, sobre la ventana del coro. Dos esculturas también de lioz, ambas hechas en Portugal, fueron colocadas en nichos de la fachada. Una tercera, representando la Religión, fue colocada en la torre.
La decoración interior tiene colores vivos según el gusto de la clase comercial, en estilo rococó tardío. La talla de madera, de Antonio de Padua y Castro, se confunde con el estuque, ejecutado por Antônio Alves Meira. Este último era de una familia de estucadores, cuyo hermano trabajó en el interior de la Iglesia de Nuestra Señora de la Candelaria. Su carillón lo cvonforman doce campanas fundidas en Lisboa.